# Onthophagus alternans
Onthophagus alternans är en skalbaggsart som beskrevs av Achille Raffray 1877. Onthophagus alternans ingår i släktet Onthophagus och familjen bladhorningar. Inga underarter finns listade i Catalogue of Life.